# 单头糙苏
单头糙苏（学名：Phlomis uniceps）为唇形科糙苏属下的一个种。